# 3776 (アイドルグループ)
3776（みななろ）は、富士山のローカルアイドル。前身グループであるTEAM MII（チームエムツー）についてもこの項で述べる。

## 概要

### 結成前
AKB48に感銘を受けた石田彰が全国の市役所に北海道から順に「ご当地アイドルプロデューサー」として売り込みのメールを送信していった。ほとんどの役所からは返信がなかったが「市制70周年事業/わが街のAKB」を構想していた富士宮市役所からデモテープ等の選考を経て、プロデューサーとして採用されることになった。

### TEAM MII（2012年6月 - 2013年3月）
富士宮市の市制70周年事業として「わが街のAKB」オーディションが2012年4月29日に開催され、合格者24人がメンバーとなり結成された。プロデュース・楽曲の制作等は、石田が富士宮市役所から委託される形で行っていたが資金が出たのは、一曲目の「やっぱり君はそうさバッチリさ」のみであった。以降、8曲が石田により制作されて、タイトルが不適切として市役所がお蔵入りとした「ゆうれい商店街」（歌詞の内容は決して地元商店街を嘲ったものではなかった）を除く7曲が披露された。地方公共団体の資本により結成された全国的にも非常に珍しいアイドルユニットであり（石田はのちのインタビューで定年退職直前の変わった市役所職員がいた為と述べている）、活動期間は一年間限定、一部の例外を除いて物販と遠征ができない制約が多いグループであった。活動期間中は、楽曲を評価されることもほとんど無くファンからは「もっと盛り上がれる、アイドルっぽい曲をやって欲しい」との要望がメンバーに寄せられていた。

### 3776Season#0（2013年4月 - 2013年6月）
数人のメンバーからグループを続けたいという要望があり、石田が市役所の職員と話し合った結果、グループを受け継ぐ形で3776を結成。TEAM MIIの解散直後から10人で活動を行っていたが、正式デビューの前に3人が脱退している。

### 3776Season#1（2013年4月 - 2013年10月29日）
富士山が世界遺産に登録された2013年6月22日に楽曲と衣裳を3776オリジナルにして三本真梨、原聖菜、瀧結花、望月玲那、鈴木さくら、中原莉奈、齋藤妃夏の7人で正式デビュー。富士宮市役所で行われたお披露目ライブで『私の世界遺産』初披露されたが、「大きな機関に認められようが認められなかろうが。その価値が変わるわけじゃない」といったメッセージが込められた歌であった。中原莉奈、瀧結花、齋藤妃夏、原聖菜が立て続けに脱退した為、2013年10月29日に3776 Season#1が終了、11月2日にSeason#2として再始動。

### 3776Season#2（2013年11月2日 - 2014年6月）
2013年11月2日、研修生チーム3770の井出ちよのと齋藤妃夏(斎藤は再加入)が正式メンバーに昇格して3776Season#2が開始。直後の2013年11月9日に鈴木さくらの脱退を発表した為、実質の活動メンバーは、三本真梨、望月玲那、井出ちよの、齋藤妃夏の4人（2014年1月26日に研修生すみれが加入）であった。楽曲は、TEAM MIIとSeason#1のものが引き継がれて、Season#2の新曲も順次披露されていった。
2013年12月22日に3776初のCD「私の世界遺産」がリリースされだが、メンバー脱退の前にレコーディングをしたものであり3776Season#1としてのリリースであり、井出ちよのはボーナストラックのみの参加であった。
『南波一海のアイドル三十六房』でオンエア（2014年2月13日放送）、コンピレーションアルバム『Girls Pop'n Party -Idol Parade Neo』（2014年6月11日発売）に収録されるなど県外での知名度も少しずつ上がっていった。
2014年6月22日『心配のタネ』と『序曲』がリリースされたが、主要メンバーであった望月玲那が脱退を発表した為、Season#2が終了した。

### 3776Season#3（2014年8月 - 2016年1月7日）
2014年6月の望月玲那、齋藤妃夏の卒業と三本真梨が近い将来卒業をする事を発表した為、井出ちよのによるソロユニットとして、2014年8月23日にSeason#3がスタートし新曲として「温暖湿潤山ガール」「時空ラブレター〜アフター大噴火の世界の君へ〜」「A∩B」の3曲が披露された。2015年2月にまりが卒業するまでは三本真梨と井出ちよのと研修生「すみれ」によるSeason#2+と同時並行で活動していた。当初は、メンバーを募集して研修生チーム3770が6人に達したらSeason#4を開始する予定であったが、ソロスタイルでできることを全てやり切るまでは、Season#3を継続することが公式でTwitter発表された。12月28日にSeason#3として初のCD『ラブレター』をリリース。翌日から音楽配信サイトOTOTOYでラブレターと廃盤であったTEAM MII時代の楽曲の配信が開始。以降、インタビュー記事の掲載やワンマンライブがOTOTOY企画によって主催されるなど協力関係が生まれた。

### 3776Extendedと水曜元気広場
2015年2月8日に下北沢mona recordsで行われたライブでプロデューサーの石田彰がギター、井出ちよのがループマシン（RC-300、RC-505、MX-1と変遷していった）を使って即興演奏をする3776Extendedが初披露された。以降、ワンマンライブなど舞台のトリを飾るなど3776の重要なスタイルとして定着していった。2016年6月15日に3776Extended名義で初の音源となる「僕だけのハッピーエンド」がOTOTOYからリリースされた。
2016年12月31日で花と食の元気広場の閉鎖される事が決定した為、「月に一回しかライブで使わないのが勿体ない」との考えから3776Extendedスタイルで地元の商店街のお店とコラボで即興演奏をする「水曜元気広場」が開始した（出演はMi-IIと隔週）。毎週水曜日の18時からYouTubeでリアルタイムで配信が行われ、毎回アーカイブが残されている。

### ファーストワンマンライブと3776を聴かない理由があるとすれば
2015年4月26日の定期公演で「春が来た」「登らない理由があるとすれば」「八合目にゃまだ早い」「3.11」が発表されてSeason#3.1がスタート。2015年5月2日に研修生グループ3770が解散となりMi-IIとしてデビュー（2016年現在、楽曲は全てTEAM MII、3776のカバー）。2015年7月11日に下北沢Basement BarでOTOTOY企画のファーストワンマンライブ「3776の避難計画とワンマンライヴ!」が行われた。同日にシングル『3.11』が発売された。
2015年9月2日に、TOWER RECORDS、Amazonで『ラブレター』の取り扱いが開始した為、公式の通販、中野ロープウェイなど一部の店舗でしか取り扱いがなかったCDが全国流通される事となった。
2015年10月28日にリリースされた『3776を聴かない理由があるとすれば』では、評論家、ミュージシャンからの好意的な評価を受けた。
2016年1月16日にワンマンライブ「3776ライヴにいかない理由があるとすれば」を開催された。

### 井出ちよの (ソロ名義)
2016年8月15日に「盆と3776が一緒に来るよ!」で井出によるソロアルバム『もうすぐ高校生活』が発表されて、4曲入りの12インチアナログEPが先行発売された。
以後、3776名義と並行して井出ちよのソロ名義によるライブ、新曲発表が継続している。

### 3776 Season#4 (リンクアイドル3776)
2016年8月15日に「盆と3776が一緒に来るよ！」でSeason#4に向けて新メンバーの募集が発表された。2016年12月25日に行われた最後の『花と食の元気市』で2017年1月7日の富士川楽座でのライブをもって井出が受験勉強に専念するため活動を休止、2017年5月3日に富士宮市民文化会館でオーディションの結果を受けたグループがお披露目されるイベント「3776復活ライブ」の開催、井出の受験終了後は、5月3日までは「井出ちよの」として活動することを発表した。同日、配布されたフライヤーにはグループとして復活する「3776 Season#4」（新メンバーの加入）かSeason#3がパワーアップして復活する「3776 Season#3Neo」（井出のソロ継続）のどちらかとなることが記述されていた。
2017年5月3日、富士宮市民文化会館で行われた3776復活ライブでは、同タイトルで歌詞と曲調の異なる楽曲を制作し、井出ちよのバージョンと広瀬愛菜バージョンがそれぞれソロで披露された。ステージ終了後の井出の説明で『2人は物販を除いて同時にステージに立つことはないこと』『3776はリンクアイドルとして活動していくこと』『5月6日に富士川楽座で公開実験が行われること』が発表された。
2018年4月8日をもって広瀬愛菜が“リンクモード”の山梨担当を退任により3776 Season#4は休止中となっている。

### 3776 Season#3Neo
広瀬脱退以降は3776 Season#3Neoとして井出ちよのソロユニットとして活動が再開(3776 Season#3Neoの名称は、広瀬在籍時から、井出ちよのがソロで活動する際に使われていた)。

## 略歴

### 2012年
- 4月29日 富士宮市の市制70周年事業「わが町のAKB」オーディションが開催。
- 6月2日 「宮元気70まちなかにぎわいまつり」でTEAM MIIデビュー。

### 2013年
- 3月24日 TEAM MII解散。
- 4月28日 TEAM MII「やっぱり君はそうさバッチリさ」、「みんなの富士宮やきそば」、「わかってよねえ先生」が3枚同時リリース。
- 6月22日 3776が富士宮市役所の『富士山世界遺産登録記念イベント』で公式デビュー。「私の世界遺産」が初披露された。
- 6月23日 花と食の元気広場で「君と一緒に登りたい」が初披露された。
- 7月27日 中原莉奈、瀧結花、齋藤妃夏の脱退が公式発表された[8]。
- 7月29日 『南波一海のアイドル三十六房』で「ゆるメーター」、「ノートブックの私」がオンエア。
- 8月17日 ご当地アイドルお取り寄せ図鑑第一回戦でpeach sugar snowに敗北。
- 9月22日 研修生ユニット3770に井出ちよの、齋藤妃夏が加入（齋藤は再加入）[10]。
- 9月23日 原聖菜が脱退。
- 11月2日 『富士市産業まつり 第28回商工フェア』で3776 Season#2がスタート。「もぇもぇ片想い」と「みにきて！」を初披露。
- 11月10日 鈴木さくらの脱退を公式Twitterで発表[11]。
- 12月22日 3776初のCD「わたしの世界遺産」をリリース。

### 2014年
- 1月26日 研修生すみれがデビュー。
- 2月13日 『南波一海のアイドル三十六房』で「mi-na-na-Rock II 」、「私の世界遺産」がオンエア[12][13]。
- 6月11日 『Girls Pop'n Party-Idol Parade Neo-』が発売開始。
- 6月22日 「心配のタネ」、「序曲」を2枚同時リリース。
- 8月23日 Season#3がスタート（2015年2月の三本真梨卒業までSeason#2+と並行で活動[14]）。
- 10月8日 『御殿場スマイル革命!』（富士山GOGOエフエム）が放送開始。
- 12月28日 『ラブレター』（Season#3として初のCD）をリリース。
- 12月29日 『ラブレター』、TEAM MII『やっぱり君はそうさバッチリさ』、『みんなの富士宮やきそば』、『わかってよねえ先生』がOTOTOYで配信開始。

### 2015年
- 1月25日 定期公演で研修生にすずなが加入して3770がデビュー（メンバーはすみれとすずな）。
- 2月8日 3776Extended初披露。
- 2月22日 三本真梨が卒業。
- 4月26日 Season#3.1がスタート。3776の研修生制度3770が終了[15]。
- 5月2日 3770の元メンバー(すずな、あきな、みゆう、きいな)がMi-II（TEAM Minanaro-II）として活動開始。
- 7月11日 下北沢Basement Barで「3776の避難計画とワンマンライヴ!」を開催。3776初のシングルCD「3.11」をリリース[16]。
- 8月22日 『女王陛下の3776〜2015夏〜』が開催。
- 10月28日 「3776を聴かない理由があるとすれば」をリリース。

### 2016年
- 1月16日 ワンマンライブ「3776ライヴにいかない理由があるとすれば」を開催。
- 3月7日 「3776ライヴにいかない理由があるとすれば」の音源がOTOTOYより配信。
- 3月30日 『私の世界遺産』が再発売。
- 4月16日 7インチEP『八合目にゃまだ早い c/w 日本全国どこでも富士山』を販売。
- 6月15日 「水曜元気広場」が開始。
- 7月18日 「海の日ポートフェスタ2016」で963(くるみ)とのコラボ963776（くるみななろ）として「ストロー」をパフォーマンス。
- 8月15日 ワンマンライブ「盆と3776が一緒に来るよ！」が新宿LOFTで開催[17]。ゲストはamiinA。井出によるソロプロジェクト「もうすぐ高校生活」が発表された。又3776 #Season4に向けて新メンバーの募集が開始された。
- 8月22日 井出ちよののソロデビューアルバム『もうすぐ高校生活』がOTOTOYで配信開始。
- 9月28日 『もうすぐ高校生活』がCDで販売開始。
- 12月28日 『心配のタネ』が再リリース。
- 12月31日 花と食の元気広場が閉鎖。

### 2017年
- 1月1日 『お正月だよ！獅子舞じゃなくてちよのの舞！』が開催。
- 2月12日 『木村沙織全国ツアー2017』が開始。
- 3月5日 『木村沙織全国ツアー2017〜The Last Game〜』で千秋楽。
- 5月3日 『3776復活ライブ』で元Peach sugar snowの広瀬愛菜が3776（山梨）として参加。3776はリンクアイドルになる事が発表された。

| 3776LINKモードライブ | 3776LINKモードライブ                       | 3776LINKモードライブ | 3776LINKモードライブ | 3776LINKモードライブ                              |
| 日付                 | 場所                                       | セットリスト | セットリスト | 備考                                              |
| 日付                 | 場所                                       | 静岡側 | 山梨側 | 備考                                              |
| -------------------- | ------------------------------------------ | --- | --- | ------------------------------------------------- |
| 2017年5月6日         | 富士川楽座                                 | 1. 私のものです！ 2. もうちょっとおやすみ 3. 桃としらすの歌 4. 見えない                                                             | 1. 私のものです！ 2. もうちょっとおやすみ 3. 桃としらすの歌 4. 見えない | 初のLINKモードライブ「公開実験」を実施。          |
| 2017年8月20日        | 富士市 岳南富士地方卸売市場                | 1. 見えない 2. 桃としらすの歌 3. もうちょっとおやすみ 4. 私のものです！ 5. 見えない（アンコール）                                   | 1. 見えない 2. 桃としらすの歌 3. もうちょっとおやすみ 4. 私のものです！ 5. 見えない（アンコール） | 3ヶ月ぶりのLINKモード。                           |
| 2017年9月2日         | 富士宮あさぎりフードパーク                 | 1. 見えない 2. 桃としらすの歌 3. もうちょっとおやすみ 4. 私のものです！                                                             | 1. 見えない 2. 桃としらすの歌 3. もうちょっとおやすみ 4. 私のものです！ | ステージを入れ替え、2回LIVEを行う。               |
| 2017年10月15日       | 岳南富士地方卸売市場                       | 1. 富士山の成り立ち概要 2. 観覧逃げ 3. 私のものです！                                                                               | 1. 富士山神話第一楽章「天地創造」〜 2. 富士山神話第二楽章「イザナギ」 3. 私のものです！ | 新たなLINKモード”富士山神話”第1章、第2章を披露。  |
| 2017年10月21日       | 富士宮本町商店街                           | 1. 見えない 2. 富士山の成り立ち概要 3. 観覧逃げ 4. 私のものです！                                                                   | 1. 見えない 2. 富士山神話第一楽章「天地創造」〜 3. 富士山神話第二楽章「イザナギ」 4. 私のものです！ | ハロウィンイベント                                |
| 2017年11月3日        | HMV record shop 新宿ALTA                   | 1. 見えない 2. 観覧逃げ 3. 私のものです！                                                                                           | 1. 見えない 2. 富士山神話第二楽章「イザナギ」 3. 私のものです！ | 都内初のLINKモードライブ。                        |
| 2017年12月17日       | 岳南富士地方卸売市場                       | 1. 『富士山神話』第一楽章「天地創造」〜 2. 『富士山神話』第二楽章「イザナギ」 3. 桃としらすの歌 4. （アンコール）私のものです！     | 1. 『富士山神話』第一楽章「天地創造」 2. 観覧逃げ 3. 桃としらすの歌 4. （アンコール）私のものです！ | 静岡側の「天地創造」が披露される。                |
| 2017年12月23日       | 富士宮 神田川ふれあい広場 宮のにぎわい広場 | 1. 『富士山神話』第一楽章「天地創造」 2. 私のものです！                                                                             | 1. 『富士山神話』第一楽章「天地創造」 2. 私のものです！ | 富士宮 富士山世界遺産センターオープン記念イベント |
| 2017年12月24日       | 富士宮 宮町商店街                          | - 1回目 1. 富士山の成り立ち概要 2. 観覧逃げ - 2回目 1. 『富士山神話』第一楽章「天地創造」 2. 観覧逃げ 3. 見えない 4. 私のものです！ | - 1回目 1. 『富士山神話』第一楽章「天地創造」〜 2. 『富士山神話』第二楽章「イザナギ」 - 2回目 1. 『富士山神話』第一楽章「天地創造」〜 2. 『富士山神話』第二楽章「イザナギ」 3. 見えない 4. 私のものです！ |                                                   |
| 2018年1月21日        | 岳南富士地方卸売市場                       | 1. 『富士山神話』第一楽章「天地創造」〜 2. 『富士山神話』第二楽章「イザナギ」 3. もうちょっとおやすみ                               | 1. 『富士山神話』第一楽章「天地創造」 2. 観覧逃げ 3. もうちょっとおやすみ |                                                   |
| 2018年2月18日        | 岳南富士地方卸売市場                       | 1. 『富士山神話』第一楽章「天地創造」 2. 観覧逃げ 3. 見えない                                                                       | 1. 『富士山神話』第一楽章「天地創造」〜 2. 『富士山神話』第二楽章「イザナギ」 3. 見えない |                                                   |
| 2018年3月3日         | 富士川楽座                                 | 1. 『富士山神話』第一楽章「天地創造」 2. 観覧逃げ 3. 私のものです！                                                                 | 1. 『富士山神話』第一楽章「天地創造」〜 2. 『富士山神話』第二楽章「イザナギ」 3. 私のものです！ |                                                   |
| 2018年3月18日        | 岳南富士地方卸売市場                       | 1. 『富士山神話』第一楽章「天地創造」 2. 観覧逃げ 3. もうちょっとおやすみ                                                           | 1. 『富士山神話』第一楽章「天地創造」〜 2. 『富士山神話』第二楽章「イザナギ」 3. もうちょっとおやすみ |                                                   |
| 2018年4月8日         | 山梨市 街の駅やまなし                      | 1. 富士山の成り立ち概要 2. 観覧逃げ 3. 桃としらすの歌 4. 私のものです！                                                             | 1. 『富士山神話』第一楽章「天地創造」〜 2. 『富士山神話』第二楽章「イザナギ」 3. 桃としらすの歌 4. 私のものです！                                                                                         | 山梨で初めてのLINKモードライブを実施。            |

### 2018年
- 3月25日 Mi-IIが富士市 岩山公園で行われた「春の市」のライブにて あきな、すずな、みゆうが卒業しグループは活動休止。
- 7月21日-22日 「3776を聴かない理由があるとすれば」再現ワンマン・ライブ《富士宮編》 」
- 7月27日 「3776を聴かない理由があるとすれば」再現ワンマン・ライブ《東京編》 」
- 9月1日 井出ちよのがうさぎのみみっく！！への加入が発表（3776と兼任）されたがメンバーが急遽脱退したため活動開始に至らず。紆余曲折を経て2023年4月にアルバムリリース、初ライブを行った。

### 2019年
- 3月21日 ワンマンライブ「暑さ寒さも3776ワンマンライブまで!」（副題 ダイナミクスへの誘い）が青山月見ル君想フで開催[18]。
- 8月15日 ワンマンライブ「盆と正月が一緒に来るよ! ~歳時記・完結編」が渋谷WWWで開催。同日、アルバム「歳時記」が先行発売された[19]。

### 2020年
- 2月29日 鶯谷の東京キネマ倶楽部で963・彼女のサーブ&レシーブ・XOXO EXTREME・O'CHAWANZ・（3776 Season#4での山梨担当であった）広瀬愛菜をゲストに迎えた主催イベント〈閏日神舞〉（うるうびかんまい）を開催。２部構成で、第1部〈宵宮〉（よいのみや）は各ゲストとの対バン形式（3776は井出ちよのソロ名義で出演）、第2部は第7回3776ワンマン・ライヴ〈富士山神話 LINK MIX〉でこちらにもゲストが全員出演した[20]。
- 5月から「皐月五拍子イ調」から始まる歳時記PVを毎月YouTubeにて公開。

### 2021年
- 1月、歳時記挿入曲のPVをYouTubeで毎月公開開始。第一弾は「正月はええもんだ」。
- 4月、「卯月四拍子嬰ト調」を公開し歳時記PVが完結。
- 6月30日 シングル曲のサブスクリプション配信開始。第一弾は「春がきた（英語版）」。
- 9月28日 「A∩B（英語版）」サブスク配信。
- 11月21日 Mi-IIが、みゆゆん・はんな・あきなの3人体制で再始動[21]。

### 2022年
- 1月、「メリークリスマス&ハッピーニューイヤー」のPVを公開し、歳時記挿入曲のPVが完結。
- 1月16日 「五三（英語版）」サブスク配信。
- 5月8日 、沼久保地区水辺の楽校にて限定的にライブ活動を再開[22][23]。
- 9月21日 「八十八夜（英語版）」サブスク配信。

### 2023年
- 8月2日 石田彰作詞・作曲・プロデュースによりMi-II初のアルバム「害獣アイドル」が発売[24]。
- 11月25日 2020年2月29日以来となるワンマンライブ「3776晩秋のワンマンライブ in 福山～3776が海外ツアーをやるとすれば」をLIVE GYM MAYHEMにて開催[25]。
- 11月13日 「僕だけのハッピーエンド(英語版)」サブスク配信。

## 評価
- ロマンポルシェの掟ポルシェはYouTubeで公開された「3776を聴かない理由があるとすれば」のCMにファンとして登場している[26]。これはギミックではなく本物のファンである。
- ケラリーノ・サンドロヴィッチは、「3776にはナゴム魂を感じる。男性アイドルにそうしたアヴァンギャルドな輩が目当たらないのは、女性ファンが奇天烈なものを求めてないということか？」と述べている[27]。
- 音楽ライターの南波一海は『3776を聴かない理由があるとすれば』OTOTOY特製豪華版のライナーノーツで「これはごく個人的な話だが、僕は3776 のそこかしこにピチカート・ファイヴの影を感じる。コンセプチュアルな作り、笑いやアイロニーの混ぜかた、かわいらしさとサディスティックな面を引き出す石田と、ときおり石田のコントロールを飛び越えて超然とした存在感を見せる井出ちよのとの関係性。疾走感のある曲調に切ない言葉を乗せた「3.11」は3776版の「メッセージ・ソング」のように思えた。熱いギターソロも出てくるし。だからなにというわけではないが、こういう影響のありかたはいいなと思う。」と評している。
- Base Ball Bearの小出祐介は、B.L.T.で石田と対談した際に「『3776を聴かない理由があるとすれば』は2015年アイドルシーンの最重要作品であり、音楽シーン全体を見渡しても衝撃の大傑作といえるのでないかと思います」と発言している[28]。

## エピソード
- 石田は、TEAM MII を始める直前に天野ソラヲ名義で、初音ミクのオリジナル曲をニコニコ動画に投稿していた。その為、現在も3776の仮歌には初音ミクが用いられることがある[3][29]。
- 3776の音楽性に感銘を受けたタワーレコード社長の嶺脇育夫から直々にタワレコでの販売を申し出られて、2015年9月2日よりタワーレコード、Amazonでの全国流通が開始した[1]。
- TEAM MII のお披露目イベントに数名のメンバーが学校行事を休んで出演した為、先生・市民からの苦情が寄せられた。これに対するアンサーソングとして『わかってよねえ先生』が制作された[30]。
- TEAM MII の名前の由来は、当時石田がファンであったAKBのチーム制度から来ている(NMB48のTEAM Mに継ぐTEAM MIIとして[31])。　「(結成前は)あわよくば秋元さんの弟子入りを狙っていたので（笑）。結局、グループが始まって蓋を開けてみたら、こんなんじゃ無理だってなるんですけど。始める前は、先にTEAM MIIっていうのを作っちゃって、（AKBグループに）“これそのまま入れましょう”って言ってもらうつもりだったんですよ」と後に述べている[3]。

## メンバー・プロデューサー

### 現メンバー
井出 ちよの（いで ちよの）
- 2001年5月3日生まれ。静岡県富士宮市出身。ニックネームはちぃちゃん[32]。
- TEAM MII時代からのメンバー。TEAM MIIの活動初期はチアリーディングの活動が忙しかった為、「幽霊部員」であったが、彼女のパートが与えられた「ゆるメーター」披露後から本格的に活動に参加。TEAM MIIの解散後に、3776への加入を石田からオファーされたが一度断っており2013年9月22日に研修生3770として加入、[33] 2013年11月2日にお披露目された3776 Season#2から正規メンバーとして活動している。
- 好きなアイドルは、ゆるめるモ!、でんぱ組.inc、Maison book girl、KOTO、BELLRING少女ハート。
- 2016年8月22日、ソロ名義の1stアルバム『もうすぐ高校生活』を配信リリース。4曲入りの同名12インチアナログ盤も発売された。
- 2018年よりうさぎのみみっく！！、2020年よりnicora ray arkと兼任。

### プロデューサー
石田 彰（いしだ あきら）
- 1970年10月3日生まれ、奈良県出身、多摩美術大学中退[28]。
- 3776を始めるまでは、富士宮に縁があったわけではなく東京在住であったが、現在は富士宮に移住している[28]。
- 大学を中退後は、職業作曲家を目指すが断念[注釈 3]、3776を始めるまでは、人形劇の役者などの職を転々として生計を立てていた[28]。
- RIOW ARAIとプロデューサーの石田は、学生時代からの友人で3776のセカンドワンマンライブでは客入れのDJを行った。RIOWは石田について「（昔から）ブレずにこういう音楽を媚びずに作っておられ、天才過ぎて潜伏期間が長くなってしまったものの、最近世の中に見つかり始めたようでよかったです」と述べている[34]。
- 音楽性としてXTCやソニック・ユースなどが引き合いに出されることがあるが、石田自身は影響を受けたミュージシャンとしてBOØWY、U2、ジ・オーブ、小西康陽を上げている[1][注釈 4]。
- 好きなアイドルは、AKB48、sora tob sakana。
- 2017年1月1日に行われた「お正月だよ！獅子舞じゃなくてちよのの舞！」において獅子舞を披露した。

### 元メンバー
| 名前        | ニックネーム         | 備考 |
| ----------- | -------------------- | --- |
| 中原 莉奈   |                      | 2013年7月27日卒業 |
| 豊増 結花   |                      | 2013年7月27日卒業 (旧名 瀧 結花) 2017年6月26日入籍。同年10月13日第1子出産 |
| 原 聖菜     | せいな               | 2013年9月23日卒業 |
| 鈴木 さくら |                      | 2013年11月卒業 |
| 望月 玲那   | れな                 | 2014年6月卒業。2016年9月ヤなことそっとミュートに「レナ」名義で加入 |
| 齋藤 妃夏   | ひなたん             | 2014年6月卒業 |
| 三本 真梨   | まりりん、まりやんぬ | 2015年2月卒業 |
| すみれ      |                      | 3770(研修生) |
| 広瀬 愛菜   |                      | 2003年5月20日生まれ。山梨県出身。 2012年12月から2016年12月に渡ってPeach sugar snowとして活動 2017年5月、3776の山梨担当として活動開始 2018年3月、3776山梨担当としての活動を下りることを発表 |

## 解説

### 花と食の元気広場

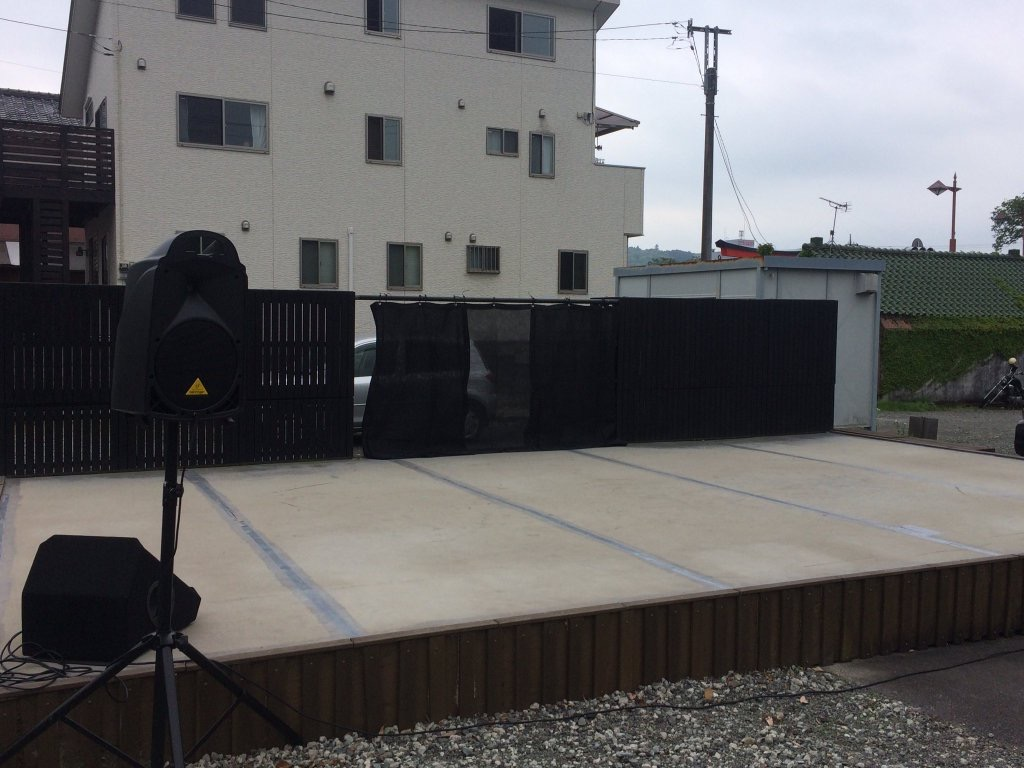
花と食の元気広場

毎月第4日曜に定期公演が行われていた。雨天中止。2016年12月31日をもって閉鎖となった。2016年6月15日から地元の商店街のお店と3776Extendedスタイルでコラボの即興演奏をする水曜元気広場が毎週水曜日に行われていた。

### 3776 Extended
2015年2月8日に下北沢mona recordsのライブで初披露された。プロデューサーの石田彰がギター、井出ちよのがミキサーやループマシンなど(RC-505、RC-300、MX-1など)を使って即興演奏をする。

### じゃぱんあいどるコラボレーション
全国のアイドルとコラボレーションをする企画。第一弾として7☆マーメイドとの「序曲集」（オペラ「仕事やめたい」より序曲〜なぜか歌入り〜）がOTOTOYより配信された。

### 旅ふぉと
旅先で井出ちよのを撮ったブロマイド。公式サイトで注文予約を入れて、ライブ会場で受け取る。

### 3776 公式ブログ
Line Official Blogで2016年2月18日に開始。インタビュー形式で、井出ちよのが毎回のライブの感想、反省などをコメントしている。ライブを撮影した画像はファンから提供されている。

### LINE 公式アカウント
2016年2月18日に開始。自動返信機能で井出ちよのと会話をすることが出来る。登録された言葉以外を打ち込むと「・・・」と返信される。

### 水曜元気広場
2016年6月15日開始。毎週水曜18時から花と食の元気広場で開催。YouTubeの3776公式チャンネルでライブストリーミング配信される。第一回は3776Extendedによる地元のお店(Trunc.)とのコラボ即興曲が披露された。

## ディスコグラフィ
| #  | アーティスト             | タイトル                                      | リリース日 | 規格品番                      | 収録曲 |
| -- | ------------------------ | --------------------------------------------- | --- | ----------------------------- | --- |
| 1  | TEAM MII                 | やっぱり君はそうさバッチリさ                  | 2013年4月28日(CD版) 2014年12月29日(OTOTOY版)                                                                          | NAMA-0001                     | 1. やっぱり君はそうさバッチリさ 2. やっぱり君ともそのうちバイバイ 3. 湧玉池便り 4. も☆ちょっと女の子 5. やっぱり君はそうさバッチリさ[Instrumental] 6. やっぱり君ともそのうちバイバイ[Instrumental] 7. 湧玉池便り[Instrumental] 8. も☆ちょっと女の子[Instrumental] |
| 2  | TEAM MII                 | みんなの富士宮やきそば                        | 2013年4月28日(CD版) 2014年12月29日(OTOTOY版)                                                                          | NAMA-0002                     | 1. みんなの富士宮やきそば 2. ゆるメーター 3. ゆうれい商店街 4. みんなの富士宮やきそば[Instrumental] 5. ゆるメーター[Instrumental] 6. ゆうれい商店街[Instrumental] |
| 3  | TEAM MII                 | わかってよねえ先生                            | 2013年4月28日(CD版) 2014年12月29日(OTOTOY版)                                                                          | NAMA-0003                     | 1. わかってよねえ先生 2. ノートブックの私 3. こそばゆいな 4. わかってよねえ先生[Instrumental] 5. ノートブックの私[Instrumental] 6. こそばゆいな[Instrumental] |
| 4  | 3776 Season#1            | 私の世界遺産                                  | 2013年12月22日(初版) 2016年3月30日(再発版)                                                                            | NAMA-0004                     | 1. mi-na-na-RockII 2. 私の世界遺産 3. 君と一緒に登りたい 4. 大噴火はいかが? 5. コケモモ 6. 私の世界遺産[Instrumental] 7. 君と一緒に登りたい[Instrumental] 8. 大噴火はいかが?[Instrumental] 9. コケモモ[Instrumental] |
| 5  | 3776 Season#2            | 心配のタネ                                    | 2014年6月22日 | NAMA-0005                     | 1. 心配のタネ 2. もぇもぇ片想い 3. ニュートラル 4. Neutral -bossa style- 5. 心配のタネ[Instrumental] 6. もぇもぇ片想い[Instrumental] 7. ニュートラル[Instrumental] |
| 6  | 3776 Season#2            | 序曲                                          | 2014年6月22日 | NAMA-0006                     | 1. 序曲 2. みにきて! 3. さよなら小学生 4. 〜みななろ劇場〜『私は世界遺産』 5. 序曲[Instrumental] 6. みにきて![Instrumental] 7. さよなら小学生[Instrumental] |
| 7  | 3776 Season#3            | ラブレター                                    | 2014年12月28日 | NAMA-0007                     | 1. 温暖湿潤山ガール 2. デジタルネイティヴ 3. 誰かのモノです 4. A∩B 5. 時空ラブレター〜アフター大噴火の世界の君へ〜 6. 温暖湿潤山ガール[Instrumental] 7. デジタルネイティヴ[Instrumental] 8. 誰かのモノです[Instrumental] 9. A∩B[Instrumental] 10. 時空ラブレター〜アフター大噴火の世界の君へ〜-Radio Edit-[Instrumental] 11. (答え合わせ) |
| 8  | 3776 Season#3            | 3.11                                          | 2015年7月11日 | NAMA-0009                     | 1. 3.11 2. 避難計画と防災グッズ 3. 3.11[Instrumental] 4. 避難計画と防災グッズ[Instrumental] |
| 9  | 3776 Season#3            | 3776を聴かない理由があるとすれば              | 2015年10月28日 | NAMA-0010                     | 1. [Introduction] 2. 登らない理由があるとすれば 3. [IntervalA] 4. 水でできている 5. [IntervalB] 6. 洞窟探検 7. 避難計画と防災グッズ 8. 日本全国どこでも富士山 9. [IntervalC] 10. 春がきた 11. 湧玉池便り 12. 生徒の本業 13. [IntervalD] 14. 旅ふぉとセレクション 15. [IntervalE] 16. 八合目にゃまだ早い 17. [IntervalF] 18. 春は巡る 19. 3.11 20. [Ending] |
| 10 | TEAM MII                 | TEAM MII 全曲集                               | 2015年12月30日 | NAMA-0011                     | 1. やっぱり君はそうさバッチリさ 2. やっぱり君ともそのうちバイバイ 3. 湧玉池便り 4. も☆ちょっと女の子[IntervalB] 5. みんなの富士宮やきそば 6. ゆるメーター 7. ゆうれい商店街 8. わかってよねえ先生 9. ノートブックの私 10. こそばゆいな |
| 11 | 3776 Extended            | 僕だけのハッピーエンド                        | 2016年6月15日(OTOTOY)                                                                                                 | NAMA-S012                     | 1. 僕だけのハッピーエンド 2. 僕だけのハッピーエンド [Instrumental] |
| 12 | 井出ちよの               | もうすぐ高校生活                              | 2016年8月22日(OTOTOY) 2016年9月28日(CD版)                                                                             | NAMA-0013                     | 1. もうすぐ高校生活〜Introduction 2. ハートの五線譜 3. 体調管理のために 4. ギャル子大ピンチ! 5. カードリーダー 6. 台風一過 7. 授業は今日も 8. ラジオネーム 9. 部活引退の次にすること 10. さらば高校生活 |
| 13 | 3776 Season#3            | 歳時記・第一巻                                | 2016年11月24日(OTOTOY) 2018年9月29日(CD-R版)                                                                          | NAMA-S014                     | 1. 正月はええもんだ 2. メリークリスマス&ハッピーニューイヤー 3. 盆唄音頭 4. メリークリスマス&ハッピーニューイヤー[Instrumental] |
| 14 | 3776 Extended            | 即興曲集第一集                                | 2017年3月27日 | NAMA-0015                     | 1. 即興曲 150208 2. 即興曲 150321 3. 即興曲 15040 4. 即興曲 150418 5. 即興曲 150419 6. 即興曲「ドローン〜富士信仰」160116 7. 即興曲 160116 8. 即興曲 160615 9. 即興曲 160629 10. 即興曲 160713 11. 即興曲 160727 12. 即興曲 160810 13. 即興曲 160824 14. 即興曲 160907 15. 即興曲 160921 16. 即興曲 161012 17. 即興曲 161026 18. 即興曲 161109 19. 即興曲 161123 20. 即興曲 161207 21. 即興曲 161221 |
| 15 | 3776 Season#4            | 公開実験《山梨版》                            | 2017年6月28日 | NAMA-0016                     | 1. 私のものです！《山梨版》 2. もうちょっとおやすみ《山梨版》 3. 桃としらすの歌《山梨版》 4. 見えない《山梨版》 5. 私のものです！《山梨版》[Instrumental] 6. もうちょっとおやすみ《山梨版》[Instrumental] 7. 桃としらすの歌《山梨版》[Instrumental] 8. 見えない《山梨版》[Instrumental] |
| 16 | 3776 Season#4            | 公開実験《静岡版》                            | 2017年6月28日 | NAMA-0017                     | 1. 1.私のものです！《静岡版》 2. もうちょっとおやすみ《静岡版》 3. 桃としらすの歌《静岡版》 4. 見えない《静岡版》 5. 私のものです！《静岡版》[Instrumental] 6. もうちょっとおやすみ《静岡版》[Instrumental] 7. 桃としらすの歌《静岡版》[Instrumental] 8. 見えない《静岡版》[Instrumental] |
| 17 | 3776 Season#4            | 公開実験《LINK MIX》                          | 2017年8月30日 | NAMA-0018                     | 1. 見えない《LINK MIX》Case of イトウヨシノリ 2. 桃としらすの歌《LINK MIX》 Case of S.A.L. as ROMANTIC PRODUCTION 3. 見えない《LINK MIX》 Case of OTONARISOUND 4. もうちょっとおやすみ《LINK MIX》 Case of 西中島きなこ 5. 桃としらすの歌《LINK MIX》 Case of ひろし/せまし 6. 私のものです！《LINK MIX》 Case of skddj 7. 見えない《LINK MIX》 Case of フカヲ 8. 私のものです！《LINK MIX》 Case of 直枝政広 9. もうちょっとおやすみ《LINK MIX》 Case of 掟ポルシェ 10. 桃としらすの歌《LINK MIX》 Case of motan 11. 見えない《LINK MIX》 Case of 永田壮一郎 |
| 18 | 3776 Season#3            | 歳時記・第二巻                                | 2018年6月26日(OTOTOY) 2018年6月30日(CD-R版)                                                                           | NAMA-S022                     | 1. ほたる来い 2. 八十八夜 3. ほたる来い[Instrumental] 4. 八十八夜[Off Vocal]- 88 full count ver. |
| 19 | 3776 Season#4            | 観覧逃げ                                      | 2018年11月3日(アナログ7インチ) 2018年12月20日(OTOTOY)                                                                 | ICYN-3776(アナログ) NAMA-S033 | 1. 観覧逃げ 2. 富士山の成り立ち概要 3. 観覧逃げ[Instrumental](配信のみ) 4. 富士山の成り立ち概要[Instrumental](配信のみ) |
| 20 | 3776 Season#3            | 歳時記・第三巻                                | 2019年2月21日(OTOTOY) 2019年4月7日(CD-R版)                                                                            | NAMA-S027                     | 1. 2037年のバレンタイン 2. さくらさくら 3. 2037年のバレンタイン[Instrumental] 4. さくらさくら[Instrumental] |
| 21 | 3776 Season#3            | 歳時記・第四巻                                | 2019年7月10日(OTOTOY) 2019年7月28日(CD-R版)                                                                           | NAMA-S029                     | 1. リピーター 2. 秋祭り《No Rice, No Life Mix》 3. リピーター[Instrumental] 4. 秋祭り《Extended Live 190528》 |
| 22 | 3776 Season#3            | 歳時記                                        | 2019年8月28日 | NAMA-0031                     | 1. 睦月一拍子へ調 2. 如月二拍子嬰へ調 3. 弥生三拍子ト調 4. 卯月四拍子嬰ト調 5. 皐月五拍子イ調 6. 水無月六拍子嬰イ調 7. 文月七拍子ロ調 8. 葉月八拍子ハ調 9. 長月九拍子嬰ハ調 10. 神無月十拍子二調 11. 霜月十一拍子嬰二調 12. 師走十二拍子ホ調 |
| 23 | 3776 Season#3            | 歳時記・第五巻                                | 2020年1月8日(OTOTOY) 2020年1月18日(CD-R版)                                                                            | NAMA-S033                     | 1. 月の光 2. まなこ雲 3. しゅんみん 4. まなこ雲[Instrumental] |
| 24 | 3776 Extended            | 即興曲集第二集                                | 2020年4月29日(CD版) 2020年5月24日(OTOTOY)                                                                             | NAMA-0037                     | 1. 即興曲 170331 2. 即興曲 170401 3. 即興曲 170403 4. 即興曲 180225 5. 即興曲 180422 6. 即興曲 180429 7. 即興曲 180521 8. 即興曲 180522 9. 即興曲 180523 10. 即興曲 180525 11. 即興曲「JAPANだらだら節」180526 12. 即興曲 180616 13. 即興曲 180804 14. 即興曲 180811 15. 即興曲 181118 16. 即興曲 181211 17. 即興曲 181218 18. 即興曲 181225 19. 即興曲 190122 20. 即興曲 190205 21. 即興曲 190219 22. 即興曲 190305 23. 即興曲 190326 24. 即興曲 190409 25. 即興曲 190423 26. 即興曲 190514 27. 即興曲 190528 28. 即興曲 190625 29. 即興曲 190709 30. 即興曲 190815 31. 即興曲 190924 32. 即興曲 19102 33. 即興曲 191112 34. 即興曲 191126 35. 即興曲 191222 36. 即興曲 191229 |
| 25 | 井出ちよの               | わたしの高校生活                              | 2020年8月10日(CD版) 2018年9月3日(OTOTOY)                                                                              | NAMA-0039                     | 1. 恋する仔羊 2. 持久走 3. 風邪ニモマケズ 4. 打ち上げナイトスカイ 5. ぼんくら先生 6. ラノベ席 7. 制服デスティニー 8. 欲しい 9. わたしの高校生活 |
| 26 | 3776 Extended×井出ちよの | ポリカルチャー                                | 2020年10月26日(CD-R版) 2020年12月23日(OTOTOY)                                                                         | NAMA-R040                     | 1. ポリカルチャー 2. ポリカルチャー(Off Vocal) |
| 27 | 井出ちよの               | みんなの高校生活                              | 2020年12月30日(CD版) 2020年12月30日(OTOTOY)                                                                           | NAMA-0041                     | 1. みんなの高校生活～Introduction 2. 憧れの帰宅部 3. バイト初日 4. アフターインフルエンザ 5. 文化祭スペシャル 6. ギャル子カムバック！ 7. ポリカルチャー 8. きらきらペダル 9. お先真っ白 10. グレーテル 11. Introduction (Reprise) 12. 天才井出ちよのの不思議 (T.I.F.) |
| 28 | 特別企画                 | デモ音源CD-R                                  | 2021年8月 期間限定販売                                                                                                |                               | 1. わかってよねえ先生[2013.6.28.Demo] 2. ゆるメーター[2012.10.25.Demo] 3. 私の世界遺産[2013.5.26.Demo] 4. ニュートラル[2014.2.14.Demo] 5. A∩B[2014.7.31.Demo] 6. 3.11[2015.3.18.Demo] 7. 私のものです![2017.4.14.Demo] 8. 八十八夜[2018.4.20.Demo] 9. 打ち上げナイトスカイ[2018.9.23.Demo] 10. ポリカルチャー[2020.10.7.Demo] 11. わかってよねえ先生(Radio Edit) 12. ゆるメーター(Radio Edit) 13. 私の世界遺産(Radio Edit) 14. ニュートラル(Radio Edit) 15. A∩B(Radio Edit) 16. 3.11(Radio Edit) 17. 私のものです!(Radio Edit) 18. 八十八夜(Radio Edit) 19. 打ち上げナイトスカイ(Radio Edit) 20. ポリカルチャー(Radio Edit)                                                     |
| 29 | 3776 Extended            | 五三                                          | 2022年1月26日(CD-R版) 初回特別盤は下記付属 ・井出ちよの描き下ろし反木綿ごさんステッカー1枚 ・特製Extendedカード1枚    | NAMA-R042                     | 1. 五三 2. 五三(Off Vocal) |
| 30 | 3776 Season#3            | 歳時記ビデオ・冬                              | 2022年4月6日(OTOTOY) 「歳時記」の映像版。師走・睦月・如月の3ヶ月をノンストップでまとめた冬パート。ボーナストラック1曲 | NAMV-S004                     | 1. 鬼は外《滝沢八坂神社の田遊びMix》 |
| 31 | 3776 Season#3            | 3776カレンダー                                | 2022年4月23日(アナログ12inch) RECORD STORE DAY 2022の限定商品 双六・福笑い・同内容CD付録                              | LX-3776-E                     | A1.正月はええもんだ A2.2037年のバレンタイン A3.しゅんみん A4.さくらさくら A5.八十八夜 A6.ほたる来い B1.リピーター B2.盆唄音頭 B3.月の光 B4.まなこ雲 B5.秋祭り B6.メリークリスマス&ハッピーニューイヤー |
| 32 | 3776 Season#3            | J.S.バッハ:チェンバロ協奏曲第1番第3楽章 E.P.  | 2023年2月21日(8cmCD)                                                                                                  | NRSD-3776                     | 1. J.S.バッハ：チェンバロ協奏曲第1番第3楽章 2. ストラヴィンスキー：いけにえの踊り（「春の祭典」より） 3. ベートーヴェン：交響曲第7番第4楽章 |
| 33 | 3776 Extended            | 一富士二鷹三茄子                              | 2023年7月7日(8cmCD)                                                                                                   | TNZK-3776                     | 1. 一富士二鷹三茄子 2. 七転八倒 3. 一富士二鷹三茄子[Off Vocal] |
| 34 | 3776 Season#4 ほか       | 在京完結型及び全ての在宅に捧げるバラード E.P. | 2023年8月7日(8cmCD) 「ディスクユニオン 平成J-POPストア」オープン記念限定盤。初回限定250枚プレス                       | DUHSJP-3776                   | 1. 在京完結型及び全ての在宅に捧げるバラード-Radio Edit- 2. さよなら小学生-Radio Edit- 3. さくらさくら 4. 在京完結型及び全ての在宅に捧げるバラード-Original Ver.- 5. 在京完結型及び全ての在宅に捧げるバラード-Stay Home,Stay Tokyo 2020 Spring- |

### 配信ほか
- 旅ふぉとセレクション - 2015年3月7日配信。
- JAPANだらだら節[Demo#1] - 2015年3月7日配信。
- 3776ライヴにいかない理由があるとすれば - 2016年3月7日配信。
- 八合目にゃまだ早い c/w 日本全国どこでも富士山 - 2016年4月16日発売、アナログ7インチ。
- 3776を聴かない理由があるとすれば -Vinyl Edition- - 2016年11月03日発売、アナログ12インチ。
- もうすぐ高校生 E.P. - 『もうすぐ高校生活』からの先行シングル。2016年9月7日発売、アナログ12インチ。
- ラブレター - 2017年04月22日発売、アナログ12インチ。
- 私のものです！アトランダムEP - 2017年11月03日発売、アナログ7インチ。購入したものが<山梨版>か<静岡版>か聴くまで分からない仕様。
- 僕だけのハッピーエンド - 2018年04月21日発売、アナログ12インチ。B面に「僕だけのハッピーエンド RIOW ARAI REMIX」を収録。
- 時空ラブレター ~アフター大噴火の世界の君へ~ (先行フリーダウンロード版) - 2019年4月25日配信。
- 暑さ寒さも3776ワンマンライブまで! ~ダイナミクスへの誘い - 2019年4月28日配信。
- 盆と正月が一緒に来るよ! ~歳時記・完結編 - 2019年10月2日配信。
- 在京完結型及び全ての在宅に捧げるバラード - 2020年2月14日配信。
- 〈閏日神舞〉〜富士山神話 LINK MIX〜 ライヴアルバム - 2020年4月14日配信。
- 「アクリル井出ちよのジオラマキット」 - 2021年12月発売。

### 参加作品
コラボレーション作品
- まぼろし音楽 - 学園祭学園とのコラボ、2015年9月23日配信。
  - まぼろし音楽（3776と学園祭学園）
  - まぼろし音楽（3776）
- サリー久保田グループ feat. 井出ちよの from 3776『香港庭園』 - 2023年5月26日発売
  - 香港庭園
  - 電卓
  - リボンの騎士
  - フジヤマ・ママ

全曲ボーカルが井出ちよの
- 序曲集 - 7☆マーメイドとのコラボ、「3776+7☆マーメイド」名義。2015年9月30日配信。
  - オペラ「仕事やめたい」より序曲〜なぜか歌入り〜[3776 Collaboration Edit]

コンピレーションアルバム
- メリー・クリスマス＆ハッピー・ニューイヤー ソングブック - 2015年12月25日発売。
  - メリー・クリスマス＆ハッピー・ニューイヤー
- Shimokitazawa SOUND CRUISING 2016 - 2016年5月21日発売。
  - 僕だけのハッピーエンド -SOUND CRUISING Edit-
- 柴山一幸『FLY FLY FLY』2016年10月5日発売。

"That's the way"にゲストボーカルとして井出ちよの、石田彰が参加
- 岡田徹『Tの肖像』 - 2016年11月23日発売
  - マスカット ココナッツ バナナ メロン featuring 3776
- BRIGHT YOUNG MOONLIT KNIGHTS -We Can't Live Without a Rose- MOONRIDERS TRIBUTE ALBUM - 2016年12月21日発売。
  - トンピクレンッ子

### 予約特典
- 3.11 (3776 × amiina) BLACK AND BLUE -3776, amiina 2マン- 予約特典
- 僕だけのハッピーエンド(BLACK AND BLUE バージョン) BLACK AND BLUE Vol.2- 予約特典

## 出演

### ラジオ
- 御殿場スマイル革命!（エフエム御殿場、2014年10月8日 - 2015年10月30日）

### 映画
- LOCO DD 日本全国どこでもアイドル（2017年）

### インターネット配信
- 矢口真里の火曜The NIGHT（ABEMA SPECIAL、2022年3月9日）
- 猫舌SHOWROOM「豪の部屋」（SHOWROOM、2022年6月21日）

## DVD/Blu-ray（BD-R）
- 『3776ライブに行かない理由があるとすれば』BD-R
- 『盆と3776が一緒に来るよ！』BD-R
- 『3776を聴かない理由があるとすれば』再現ワンマン・ライブ《富士宮編》DVD
- 『3776を聴かない理由があるとすれば』再現ワンマン・ライブ《東京編》BD-R
- 『ダイナミクスへの誘い　第五回３７７６ワンマンライブ　暑さ寒さも３７７６ワンマンライブまで！』DVD
- 『盆と正月が一緒に来るよ!～歳時記・完結編』DVD
- 『閏日神舞より 富士山神話 LINK MIX』DVD
- 『歳時記ビデオ』BD-R